# 九龙街道 (六盘水市)
九龙街道，是中华人民共和国贵州省六盤水市六枝特区下辖的一个街道办事处。
2015年3月27日，贵州省人民政府批复同意六枝特区乡镇行政区划调整，新设置的九龙街道辖原平寨镇青龙社区、河湾社区、营盘社区、那平路社区、公园路社区、文化路社区、团结路社区、茶山村、五龙村、小寨村、波凹村、波乍村，办事处驻营盘社区。

## 行政区划
九龙街道下辖以下地区：
公园社区、文化路社区、营盘社区、团结路社区、那平路社区、五龙村、波凹村、波乍村、营盘村、河湾村、小寨村和茶山村。

## 交通
- 沪昆铁路：六枝站